# Escorxador Municipal (Canet de Mar)
L'Escorxador Municipal és una obra modernista de Canet de Mar (Maresme) protegida com a Bé Cultural d'Interès Local.

## Descripció
Edifici gran que uneix dues construccions i que consta d'un edifici central i unes naus corregudes laterals. Van ser el primer edifici projectat per Eduard Ferres i Puig. Destaca la simplicitat de la planta i el tractament unitari, tant pel que fa als elements de ventilació com pel que fa al fris de rajoles en la coronació.